# Чуднов-Волынский
Чудно́в-Волы́нский — железнодорожная станция Юго-Западной железной дороги Укрзализныци. Находится в селе Ольшанка Чудновского района Житомирской области. Расстояние до райцентра Чуднов — 4 км, до областного центра Житомир — 55 км. В честь царского поезда сделавшего остановку в районе станции Чуднов-Волынский на крутом берегу реки Тетерев до 1981 года стоял памятник Александру Третьему.